# Wilson Villa
Wilson Marcelo Villa Gonzáles (1963 o 1964, Ibarra, Imbabura-23 de marzo de 2020, Quito) fue un director, compositor y cantante ecuatoriano.

## Biografía
Nació en Ibarra, provincia de Imbabura, Ecuador. Aproximadamente a la edad de 27 años, un tío descubrió el talento de Wilson desenvolviéndose como cantante y compositor. Su madre, de raíces negras, creció en los parajes del Valle del Chota, lo que inclinó a Wilson a cantar con tonadas mestizas, como bombas, andareles y aguas (como herencia africana). Por parte de su padre de raíces kichwa, cantó sanjuanitos, así como pasillos, boleros o valses, por su sentido de pertenencia al mundo entero.
Grabó junto a agrupaciones kichwas como la banda Ñanda Mañachi, con quien siempre estuvo cerca. También grabó con su familia y con el guitarrista ecuatoriano-canadiense David West.
Fundó varios grupos como Villamarka, Villamanta, Raíces y Herencias. En los últimos diez años fue parte de los grupos Imbayakuna y luego en el grupo musical folclórico Villamauta (quiere decir ‘padres o maestros de la música’), este último integrado por familiares y amigos, como sus dos únicos hijos Roberth y Sayri, con el que recorrió varios pises de América. Con la banda sacó dos álbumes de 12 temas cada uno, titulados Sin límites y Hasta el final.
Sus últimas presentaciones fueron en marzo de 2020, en el coliseo de Alpachaca durante las fiestas de Urcuquí y en la ciudad de Quito.

## Muerte
Fue el segundo de los cuatro primeros pacientes confirmados con coronavirus en Imbabura y se cree que pudo contraerlo cuando viajó a Quito, para ver a un familiar que llegaba de España. Fue trasladado al hospital Pablo Arturo Suárez de la capital bajo pronóstico reservado, hasta que falleció a la edad de 57 años, el 23 de marzo de 2020, por complicaciones con el COVID-19, causado por el virus del SARS-CoV-2, durante la pandemia de enfermedad por coronavirus en Ecuador, convirtiéndose en el primer imbabureño en perder la vida debido a la epidemia y ser uno de los 27 fallecidos a nivel nacional durante la epidemia. La noticia la dio a conocer al día siguiente el COE Nacional.